# Club Deportivo Isla Cristina
El Club Deportivo Isla Cristina fue un club de fútbol español de la localidad de Isla Cristina en la provincia de Huelva, Andalucía. Fue fundado en 1934 y jugaba en la Segunda División B en 1999, cuando fue disuelto. El mismo año de su disolución fue creado el Isla Cristina CF como su heredero directo. Este último juega en la División de Honor Andaluza en la temporada 2020-21.

## Historia

### CD Isla Cristina (1934-1999)
El Club Deportivo Isla Cristina fue fundado en 1934 y jugó principalmente en ligas regionales hasta su ascenso a Tercera División en 1994 y posteriormente a Segunda División B en 1997. Sin embargo, las deudas acumuladas por el club le llevaron a una desastrosa temporada 1998-99, en la que batió el récord de entrenadores por temporada y menor obtención de puntos en temporada, solo cuatro. Había quedado a 42 puntos de la permanencia y no llegó a jugar en Tercera División en la siguiente temporada, sino que se extinguió la sociedad y se procedió a crear una nueva.

### Refundación como Isla Cristina CF (1999- )
El nuevo equipo, bajo la denominación Isla Cristina FC, comenzó a jugar en Regional Preferente y ascendió en 2008 a Primera División Andaluza. En 2017 celebró su ascenso a la División de Honor Andaluza.

## Uniforme
- Uniforme titular: Camiseta amarilla, pantalón azul y medias amarillas.

## Trayectoria
Antes de su desaparición como CD Isla Cristina, el equipo tuvo los siguientes resultados:
- 1993/1994: 1.º Regional Preferente - Huelva
- 1994/1995: 4.º Tercera División
- 1995/1996: 3.º Tercera División
- 1996/1997: 2.º Tercera División
- 1997/1998: 9.º Segunda División B
- 1998/1999: 20.º Segunda División B

## Palmarés

### Trofeos oficiales
- Copa RFEF (Fase Autonómica de Andalucía Occidental y Ceuta) (2): 1995-96, 1998-99